# Andrew Crommelin
Pour les articles homonymes, voir Crommelin.
Andrew Claude de la Cherois Crommelin (6 février 1865 – 20 septembre 1939 ; A.C.D. Crommelin) était un astronome britannique d'ascendance française huguenote. Il était né à Antrim dans le Comté d'Antrim en Irlande du Nord, et formé en Angleterre au Marlborough College et au Trinity College de Cambridge. Il travailla à l'observatoire royal de Greenwich et participa à plusieurs expéditions d'observation d'éclipses solaires.
En tant qu'expert en comètes, ses calculs d'orbite effectués en 1929 des comètes appelées à l'époque « Comète Forbes 1928 III », « Comète Coggia-Winnecke 1873 VII » et « Comète Pons 1818 II », montrèrent que ces comètes n'étaient en réalité qu'une seule comète périodique. La comète reçut donc le nom plutôt incommode « Comète Pons-Coggia-Winnecke-Forbes ». En 1948, il fut honoré à titre posthume quand la comète fut renommée avec son seul nom (Dans la nomenclature actuelle, elle est appelée 27P/Crommelin). Il s'agit d'un cas similaire à celui de la comète de Encke, où la comète périodique est nommée d'après la personne ayant déterminé l'orbite plutôt que d'après les éventuels multiples découvreurs et re-découvreurs à chaque passage.

## Éponymes
- La comète périodique 27P/Crommelin
- Le cratère Crommelin sur la Lune
- Le cratère Crommelin (en) sur Mars
- L'astéroïde (1899) Crommelin